# The Football Association

Herb

The Football Association (nazywana również w skrócie The FA) – związek piłkarski działający na terenie Anglii oraz dependencji Korony brytyjskiej: Guernsey, Jersey i Wyspie Man. Do FIFA The FA został włączony w roku 1905, zaś do UEFA w roku 1954, należy także do IIGA. Dzieli się na 51 regionalnych związków piłki nożnej
- Amateur Football Alliance
- Army FA
- Bedfordshire FA
- Berks & Bucks FA
- Birmingham FA
- Cambridgeshire FA
- Cheshire FA
- Cornwall FA
- Cumberland FA
- Derbyshire FA
- Devon FA
- Dorset FA
- Durham FA
- East Riding FA
- English Schools FA
- Essex FA
- Gloucestershire FA
- Guernsey FA
- Hampshire FA
- Herefordshire FA
- Hertfordshire FA
- Huntingdonshire FA
- Isle Of Man FA
- Jersey FA
- Kent FA
- Lancashire FA
- Leicestershire & Rutland FA
- Lincolnshire FA
- Liverpool FA
- London FA
- Manchester FA
- Middlesex FA
- Norfolk FA
- Northamptonshire FA
- North Riding FA
- Northumberland FA
- Nottinghamshire FA
- Oxfordshire FA
- Raf FA
- Royal Navy FA
- Sheffield & Hallamshire FA
- Shropshire FA
- Somerset FA
- Staffordshire FA
- Suffolk FA
- Surrey FA
- Sussex FA
- Westmorland FA
- West Riding FA
- Wiltshire FA
- Worcestershire FA

## Początki
Inicjatorem powołania do życia związku był Ebenezer Cobb Morley, który zorganizował 26 października 1863 konferencję we Freemasons` Tavern na Great Queen Street w Londynie. Wzięli w niej udział przedstawiciele dwunastu londyńskich i podlondyńskich klubów i szkół: Barnes, Blackheath, Perceval House, Blackheath Proprietary School, Charter-house School, Crystal Palace, Crusaders, Forest of Leytonstone, Kensington School, No Names of Kilburn, Surbiton i War Office Club. Nie pojawił się nikt z takich ośrodków (które miały niemałe osiągnięcia), jak: Cambridge, Sheffield, Nottingham oraz szkół w Harrow, Eton i Winchester. Przez kolejne sześć tygodni spotykano się jeszcze sześć razy, by uzgodnić i zatwierdzić przepisy gry. Zasady, opublikowane 8 grudnia 1863 zawierały 13 punktów. Dwunasty z nich zawierał przepis, który zakazywał dotykania piłki rękami, co finalnie oddzieliło piłkę nożną od rugby. Pierwszy mecz według nowych zasad odbył się w sobotę 9 stycznia 1864 w parku Battersea.

## Rozgrywki
Rozgrywki prowadzone przez FA:
- System ligowy piłki nożnej w Anglii
- Puchar Anglii
- FA Trophy
- FA Vase
- FA Women’s Cup
- FA Women’s Premier League Cup
- FA Youth Cup
- FA Sunday Cup
- FA County Youth Cup
- Tarcza Wspólnoty
- FA National League System Cup
- FA Futsal Cup